# Powiat de Gołdap
Le powiat de Gołdap (en polonais : Powiat gołdapski) est un powiat de la voïvodie de Varmie-Mazurie, dans le nord de la Pologne, à la frontière avec la Russie. Son siège et sa seule ville est Gołdap, qui se trouve à 133 kilomètres au nord-est d'Olsztyn.
Lors de la réforme de l'organisation territoriale de la Pologne en 1999, les actuels powiats de Gołdap et d'Olecko formaient un seul powiat, appelé powiat d'Olecko-Gołdap (powiat olecko-gołdapski). Il a été scindé en 2002.
Le powiat a une superficie de 771,93 km2. Au 30 juin 2009, il compte 26 467 habitants.
Le powiat de Gołdap est entouré par le powiat de Suwałki à l'est, le powiat d'Olecko au sud, le powiat de Giżycko au sud-ouest et le powiat de Węgorzewo à l'ouest. Il jouxte également la Russie au nord (oblast de Kaliningrad).

## Subdivisions administratives
Le powiat comprend 3 communes (gminy) : une urbaine-rurale et deux rurales).
| Gmina           | Type         | Superficie (km²) | Population (2006) | Chef-lieu       |
| Gołdap          | urbain-rural | 361,7            | 19 918            | Gołdap          |
| Banie Mazurskie | rural        | 205,0            | 3 920             | Banie Mazurskie |
| Dubeninki       | rural        | 205,2            | 3 151             | Dubeninki       |